# Марс 5
Марс 5 е съветски космически апарат изпратен да изследва Марс. Орбиталният апарат е част от съветската космическа програма Марс. Той успява да влезе успешно в орбита около Марс през 1974 г., но мисията се проваля няколко дни по-късно.

## Конструкция на космическия апарат
Марс 5 носи със себе си научно оборудване, с което да изучава Марс. Освен телевизионните камери, апаратът е оборудван още с радиотелескоп, инфрачервен радиометър, няколко фотометри, полариметри, магнитометър, електростатичен анализатор, гамалъчев спектрометър и радио сонда.
Орбиталният апарат е конструиран от НПО Лавочкин и е вторият от типа „3МС“ изстреляни през 1973 г. (първият е Марс 4). Космически апарат от тип 3МС е изстрелян и през 1971 г. под обозначението Космос 419. Той обаче не успява да напусне Земята заради провал при изстрелването. В допълнение към орбиталните апарати Марс 4 и Марс 5, през 1973 г. са изстреляни и два космически апарати, които имат и монтирани спускаеми модули - Марс 6 и Марс 7.

## Профил на мисията
Орбиталният апарат е изстрелян с ракета-носител Протон К/Д от стартова площадка 81, Байконур. Изстрелването е направено в 18:55:48 UTC на 25 юли 1973 г., като първите три ракетни степени поставят Марс 5 в ниска земна паркова орбита, след което ускорителен блок Д изпраща апарата в хелиоцентрична орбита към Марс.
Направени са маневри за корекции на курса на 3 август 1973 г. и 2 февруари 1974 г., преди Марс 5 да достигне червената планета на 12 февруари 1974 г. В 14:44:25 UTC ракетните двигатели на Марс 5 се възпламеняват за да се стартира вмъкване в орбита. Космическият апарат успешно влиза в аероцентрична орбита с периарей 1760 km и апоарей 32 586 km, при инклинация 35,3 градуса.
Херметизираното отделение, в което е поместено научното оборудване започва да се разхерметизира малко след влизане в орбита около Марс. Ръководният екип смята, че това е в резултат от удар с микромететид. Марс 5 спира да функционира на 28 февруари, като връща 180 снимки, от които 43 с достатъчно добро качество.